# Galanthus
Galanthus је биљни род из породице Amaryllidaceae. Најпознатија врста је Galanthus nivalis.

## Врсте
1. Galanthus × allenii Baker
2. Galanthus alpinus Sosn.
3. Galanthus angustifolius Koss
4. Galanthus bursanus Zubov, Konca & A.P.Davis
5. Galanthus cilicicus Baker
6. Galanthus elwesii Hook.f.
7. Galanthus fosteri Baker
8. Galanthus gracilis Celak.
9. Galanthus ikariae Baker
10. Galanthus koenenianus Lobin, C.D.Brickell & A.P.Davis
11. Galanthus krasnovii Khokhr.
12. Galanthus lagodechianus Kem.-Nath.
13. Galanthus nivalis L.
14. Galanthus panjutinii Zubov & A.P.Davis
15. Galanthus peshmenii A.P.Davis & C.D.Brickell
16. Galanthus platyphyllus Traub & Moldenke
17. Galanthus plicatus M.Bieb.
18. Galanthus reginae-olgae Orph.
19. Galanthus rizehensis Stern
20. Galanthus samothracicus Kit Tan & Biel
21. Galanthus transcaucasicus Fomin
22. Galanthus trojanus A.P.Davis & Özhatay
23. Galanthus × valentinei Beck
24. Galanthus woronowii Losinsk.